# ウィリアム・ヘーグ (外交官)
ウィリアム・ヘーグ（英語: William Haigh, 1891年3月14日 - 1923年9月1日）は、イングランド・ウェスト・ヨークシャー出身の外交官である。

## 経歴
呉服商で成功した父ウィリアムと母マーサ・アンの末子として、ウェスト・ヨークシャーのカルダーデル・ソワービーブリッジで生まれた
。ケンブリッジ大学卒業後、外交官試験に合格する。1913年に駐日英国大使館の通訳研修生として来日し、書記官補を経た後、1920年より横浜副領事を務めた。日本滞在時にイングランド人の女性と結婚し、2人の娘をもうけた。
1923年9月1日、執務中に関東大震災に被災し、倒壊した領事館の下敷きとなって死亡した（なお、妻と2人の娘は生き残った）。遺体は横浜外国人墓地に葬られた。

## 日本サッカーへの関わり
強盛を誇った駐日英国大使館サッカーチームの一員としてプレーし、その過程で日本のサッカー関係者との交流を重ねた。1918年9月、駐日英国大使館チーム、東京蹴球団、東京高等師範学校などが参加する英国大使館杯争奪リーグを組織した。
1919年、駐日英国大使館を通じてフットボール・アソシエーション（イングランドサッカー協会）から日本のサッカー協会に宛ててFA杯（大銀杯）が贈られた。このFA杯は、ヘーグが当時の駐日英国大使であったウィリアム・カニンガム・グリーンに提案し、その実現に尽力したものだった。
このFA杯は、日本の全国大会優勝チームに授与すべきものとして寄贈されたが、当時の日本にはまだ全国を管轄するサッカー協会が存在しなかったため、一旦は日本体育協会の会長嘉納治五郎に預けられた。旧知の間柄である内野台嶺が協会創設に向けて奔走していた際、ヘーグはその相談に乗って、組織の運営について助言した。1921年9月10日に大日本蹴球協会（現・日本サッカー協会）が創設されると、ヘーグは賛助員として名を連ねた。同年にア式蹴球全國優勝競技會（第1回天皇杯全日本サッカー選手権大会）が開催され、FA杯はこの大会（天皇杯）の優勝チームに与えられた。FA杯はやがて明治神宮大会の優勝チームに授与されるようになったが、第二次世界大戦の戦時中に銀器として国に供出されたため、現存していない。
内野台嶺は、「英国蹴球協会の銀盃贈与は英大使館のヘーグ書記官の尽力によったのでありますが、ヘーグ氏は大日本蹴球協会の設立についても我々に非常な好意と尽力をされたのです。我々はこのヘーグ氏の功績に報いるため賛助員として協会にその名を残すことにしました」と語っている。
1923年12月23日、東京蹴球団の主催により青山高等師範学校の校庭にてヘーグ追悼試合が行われ、14チームにより7試合が行われた。このイベントは、明治大学の井染道夫が世話人になって実施された。イベントの開催を喜んだ駐日英国大使館の職員たちは、東京蹴球団に小型の銀製カップ（ヘーグメモリアルカップ）を寄贈した。後に、このカップを懸けたヘーグメモリアルカップ争奪試合が、1925年3月（14チームが参加。オリオン・クラブ（法政）が優勝）と同年12月（11チームが参加。東大アヅサが優勝）に挙行された。
2008年、特別選考により日本サッカー殿堂に掲額された。

## 脚註
1. 1 2 3 4 5  Baker Fold (2010年2月17日). “Calderdale's link to earthquake in Japan” (英語). The Halifax Evening Courier. 2010年12月15日閲覧。
2. 1 2 3 4 5 6 7  “掲額者”. 日本サッカー協会. 2016年7月18日閲覧。
3. 1 2 3  井染道夫 「ウィリアム・ヘーグさん」 『アサヒスポーツ』 1924年1月号（竹内至 『日本蹴球外史』 1991年、219-221頁に再録）
4. ↑  『日本サッカーのあゆみ』 13頁。
5. ↑  『日本サッカーのあゆみ』 200頁。
6. ↑  内野台嶺談 『アサヒスポーツ』（竹内至 『日本蹴球外史』 1991年、217-218頁に再録）
7. ↑  企画展 発見!ウィリアム・ヘーグの写真 - 横浜開港資料館機関誌『開港のひろば』第119号（2013年1月30日）